# Clou Entertainment
Clou Entertainment war eine Fernsehproduktionsfirma mit Sitz in Köln. Sie gehörte zur RTL Group.  
Geschäftsführer der Firma war der Journalist und Moderator Rüdiger Jung. Zu den bekannten Formaten gehörten Quatsch Dich reich (VOX) mit Michael Koslar, die Talkshowparodie T.V. Kaiser (RTL) mit Martin Zuhr und Michael Dierks, die Serie Höllische Nachbarn (RTL), die kontroverse Kanzler-Comedy Wie war ich, Doris?! (RTL), RTL Samstag Spät Nacht (RTL) und Hotel zum letzten Kliff (RTL). Bei Hotel zum letzten Kliff handelte es sich um die deutsche Adaption von Fawlty Towers. Bis auf die Pilotfolge gelten alle anderen Folgen als verloren. Im Jahr 2001 produzierte Clou Entertainment für RTL II die Sendung Es ist geil, ein Mann zu sein moderiert von Big Brother-Kandidat Christian Möllmann. 
Die Sendung Wie war ich, Doris?! löste 1999 eine Kontroverse aus, da der damalige Bundeskanzler Gerhard Schröder zum Boykott der Serie aufgerufen hatte. Durch die Satire auf die (fiktiven) Geschehnisse im Kanzleramt fühlte er sich beleidigt.
Zu den letzten Produktionen von Clou Entertainment gehörten im Jahr 2002 die Fernsehpiloten Time Out mit Moderator Ralf Kühler für VOX, Kwizzel – Das schnelle Familienspiel und Worüber Deutschland spricht mit Eva Grünbauer und Matthias Knop als Moderatoren. Die technische Produktion der Fernsehpiloten für Clou Entertainment übernahm jeweils Jenke PSP (Freitag Nacht News).